# مارک تیرنی
مارک تیرنی (انگلیسی: Marc Tierney؛ زادهٔ ۲۳ اوت ۱۹۸۵) یک بازیکن فوتبال اهل بریتانیا است.